# Championnats du monde de cross-country 1976
Navigation
Édition précédente Édition suivante
Les 4e Championnats du monde de cross-country IAAF  se sont déroulés en 1976 à Chepstow au Royaume-Uni.

## Résultats

### Cross long homme

#### Individuel
| Médaille | Athlète                 | Temps       |
| Or       | Carlos Lopes Portugal   | 34 min 48 s |
| Argent   | Tony Simmons Angleterre | 35 min 04 s |
| Bronze   | Bernie Ford Angleterre  | 35 min 07 s |

#### Équipes
| Médaille | Athlètes                                                                                              | Points  |
| Or       | Angleterre                                                                                            | 90 pts  |
| Argent   | Belgique                                                                                              | 118 pts |
| Bronze   | France Jacky Boxberger Lucien Rault Jean-Paul Gomez Jean-Luc Paugam Dominique Coux Alexandre Gonzalez | 187 pts |

### Course juniors hommes

#### Individuel
| Médaille | Athlète               | Temps       |
| Or       | Eric Hulst États-Unis | 23 min 54 s |
| Argent   | Thom Hunt États-Unis  | 24 min 07 s |
| Bronze   | Nat Muir Écosse       | 24 min 17 s |

#### Équipes
| Médaille | Athlètes   | Points |
| Or       | États-Unis | 16 pts |
| Argent   | Espagne    | 60 pts |
| Bronze   | Angleterre | 91 pts |

### Cross long femmes

#### Individuel
| Médaille | Athlète                | Temps       |
| Or       | Carmen Valero Espagne  | 16 min 20 s |
| Argent   | Tatyana Kazankina URSS | 16 min 39 s |
| Bronze   | Gabriella Dorio Italie | 16 min 56 s |

#### Équipes
| Médaille | Athlètes   | Points |
| Or       | URSS       | 33 pts |
| Argent   | Italie     | 59 pts |
| Bronze   | États-Unis | 64 pts |